# Autorité des antiquités d'Israël
L'Autorité des antiquités d'Israël (AAI, hébreu : רשות העתיקות, arabe : داﺌرة الآثار) est la section gouvernementale responsable des découvertes, des fouilles et de la conservation des antiquités et des  sites archéologiques d'Israël. L'AAI est également responsable de réglementer le commerce des antiquités, Israël étant le seul pays du Proche-Orient où ce commerce est légalement régulé.
L'unité de prévention du vol d'antiquités est chargée de surveiller les activités non régulées de vente d'antiquités.
Cet organisme public créé en 1948 a porté jusqu'en 1990 le nom de « Département des antiquités et des musées d'Israël ».
En 1978, une nouvelle loi fait de toute antiquité trouvée après cette date la propriété de l'État.
Une loi votée en 2016 contraint tous les vendeurs d'antiquités d'inventorier leurs stocks sous peine de non-renouvellement de leur licence. L'AAI confisque un papyrus vieux de 2700 ans qui mentionne la ville de Jérusalem, un artefact qui est dévoilé publiquement en 2016 le même jour où l'Unesco se prononce sur le statut de « puissance occupante » de l'État d'Israël à Jérusalem.